# Zweden op het Eurovisiesongfestival 1989
Melodifestivalen 1989 was de 28ste editie van de liedjeswedstrijd die de Zweedse deelnemer voor het Eurovisiesongfestival oplevert. Er werden 1223 liedjes ingestuurd. De winnaar werd bepaald door de regionale jury's. Presentatrice Yvonne Ryding was Miss Universe 1984.

## Uitslag
| Nr. | Artiest                          | Lied                  | Songwriters                                             | Ptn | Plaats |
| --- | -------------------------------- | --------------------- | ------------------------------------------------------- | --- | ------ |
| 1   | Lili & Sussie                    | Okey okey             | Tim Norell, Ola Håkansson                               | 67  | 5de    |
| 2   | Catrin Olsson                    | När stormen går       | Andreas Nilsson, Staffan Odenhall                       | 21  | 9de    |
| 3   | True Blue                        | Jorden är din         | Tomas Ledin, Lars Andersson                             | 19  | 10de   |
| 4   | Visitors & Sofia Källgren        | Världen är vår        | Göran Danielsson, Svante Persson                        | 50  | 7de    |
| 5   | Eriksson-Glenmark                | Upp över mina öron    | Thomas Orup Eriksson, Anders Glenmark                   | 108 | 2de    |
| 6   | Tommy Nilsson                    | En dag                | Tim Norell, Ola Håkansson, Alexander Bard               | 113 | 1ste   |
| 7   | Lisa Nilsson                     | Du (öppnar min värld) | Ingela 'Pling' Forsman, Bobby Ljunggren, Håkan Almqvist | 74  | 4de    |
| 8   | Fingerprints                     | Mitt ibland änglar    | Thomas Orup Eriksson, Anders Glenmark                   | 80  | 3de    |
| 9   | Haakon Pedersen & Elisabeth Berg | Nattens drottning     | Ingela 'Pling' Forsman, Lasse Holm                      | 67  | 5de    |
| 10  | Cajsa Bergström                  | Genom eld             | Ulf Söderberg                                           | 39  | 8ste   |

### Jurering
| Lied               | Luleå | Umeå) | Sundsvall | Falun | Örebro | Karlstad | Göteborg | Malmö | Växjö | Norrköping | Stockholm | Totaal |
| ------------------ | ----- | ----- | --------- | ----- | ------ | -------- | -------- | ----- | ----- | ---------- | --------- | ------ |
| Okey Okey          | 5     | 6     | 6         | 7     | 8      | 5        | 8        | 5     | 6     | 5          | 6         | 67     |
| När stormen går    | 2     | 2     | 2         | 2     | 3      | 2        | 1        | 1     | 2     | 2          | 2         | 21     |
| Jorden är din      | 1     | 1     | 4         | 1     | 1      | 1        | 2        | 3     | 1     | 1          | 3         | 19     |
| Världen är vår     | 7     | 4     | 5         | 3     | 6      | 4        | 5        | 4     | 4     | 3          | 5         | 50     |
| Upp över mina öron | 10    | 10    | 8         | 10    | 10     | 12       | 12       | 10    | 12    | 6          | 8         | 108    |
| En dag             | 12    | 8     | 12        | 12    | 7      | 10       | 10       | 12    | 8     | 12         | 10        | 113    |
| Du                 | 8     | 7     | 7         | 4     | 4      | 6        | 3        | 8     | 7     | 8          | 12        | 74     |
| Mitt ibland änglar | 4     | 5     | 10        | 6     | 12     | 8        | 7        | 7     | 10    | 4          | 7         | 80     |
| Nattens drottning  | 6     | 12    | 3         | 8     | 5      | 7        | 6        | 6     | 3     | 10         | 1         | 67     |
| Genom eld          | 3     | 3     | 1         | 5     | 2      | 3        | 4        | 2     | 5     | 7          | 4         | 39     |

## In Lausanne
In Zwitserland moest Zweden optreden als 10de, voor Luxemburg en na Portugal . Aan het einde van de puntentelling was Zweden 4de geworden met een totaal van 110 punten.
Men kreeg 3 keer het maximum van de punten.
Men ontving van België 6 punten en van Nederland 0 punten.

### Gekregen punten

#### Finale
| 12 punten                               | 10 punten             | 8 punten                                                  | 7 punten              | 6 punten                      |
| --------------------------------------- | --------------------- | --------------------------------------------------------- | --------------------- | ----------------------------- |
| - Denemarken - Joegoslavië - Oostenrijk |                       | - Cyprus - Duitsland - Griekenland - Noorwegen - Portugal |                       | - België - Israël - Luxemburg |
| 5 punten                                | 4 punten              | 3 punten                                                  | 2 punten              | 1 punt                        |
| - Spanje                                | - Verenigd Koninkrijk | - Zwitserland                                             | - Frankrijk - IJsland |                               |

### Punten gegeven door Zweden

#### Finale
Punten gegeven in de finale:
| 12 punten | Denemarken          |
| 10 punten | Verenigd Koninkrijk |
| 8 punten  | Joegoslavië         |
| 7 punten  | Oostenrijk          |
| 6 punten  | Duitsland           |
| 5 punten  | Israël              |
| 4 punten  | Finland             |
| 3 punten  | Portugal            |
| 2 punten  | Noorwegen           |
| 1 punt    | Frankrijk           |